# Lathrobium austere
Lathrobium austere (лат.) — вид коротконадкрылых жуков рода Lathrobium из подсемейства Paederinae (Staphylinidae). Вьетнам.

## Распространение
Северный Вьетнам (провинция Каобанг, на высоте 1800 м). Lathrobium austere это самый южный представитель рода Lathrobium. До этого самыми южными представителями с материковой части Азии были Lathrobium daweianum и Lathrobium coadultum, а самыми южными представителями во всем Палеарктическом регионе — Lathrobium follitum и Lathrobium extraculum из Peitawu Shan (22°38’N, 120°45’E) на Южном Тайване. По данным Smetana, самая южная находка тайваньского вида находится на 22°37’40’N. В Северной Америке 22°37' северной широты проходит через центральную Мексику, и, насколько известно, находки настоящих Lathrobium из этого региона неизвестны.

## Описание
Коротконадкрылые жуки мелких размеров, бескрылые. Длина тела около 6 мм (6,0—6,8 мм). Окраска: тело черноватое с более или менее отчётливо бледной задней частью надкрылий, задними краями VII и VIII брюшных сегментов и IX—X сегментов; ноги тёмно-жёлтые до желтовато-коричневых; усики красноватые. Глаза мелкие, состоят примерно из 50 омматидиев, длина их в дорсальном виде составляет от четверти до трети длины заднеглазничного отдела. Антенна длиной около 1,7 мм. Задние крылья полностью редуцированы.

## Таксономия и этимология
Вид был впервые описан в 2019 году немецким колеоптерологом Фолькером Ассингом (1956—2022; Ганновер, Германия). Видовой эпитет austere (латинское прилагательное — «южный») указывает на то, что данный вид является самой южной регистрацией рода в Старом Свете и, скорее всего, самой южной регистрацией рода в целом.